# ويليم بيترز
ويليم بيترز هو دراج بلجيكي، ولد في 20 مايو 1953 في لوفان في بلجيكا.

## وصلات خارجية
- ويليم بيترز على موقع أرشيف الدراجات (الإنجليزية)
- ويليم بيترز على موقع إحصائيات الدراجات الإحترافية (الإنجليزية)